# Bahnstrecke Zwiesel–Grafenau
| |                        |                                |                                |
| Streckennummer: | 5821                   |                                |                                |
| Kursbuchstrecke (DB): | 906 (ehem. 866 / 426f) |                                |                                |
| Kursbuchstrecke: | 426k (1946)            |                                |                                |
| Streckenlänge: | 31,520 km              |                                |                                |
| Spurweite: | 1435 mm (Normalspur)   |                                |                                |
| Streckenklasse: | A                      |                                |                                |
| Maximale Neigung: | ca. 22 ‰               |                                |                                |
| Minimaler Radius: | 170 m                  |                                |                                |
| Streckengeschwindigkeit: | 80 km/h                |                                |                                |
| Zugbeeinflussung: | PZB                    |                                |                                |
| |                        |                                |                                |
| \| \| \| von Bayerisch Eisenstein \| \| \| \| 0,000 \| Zwiesel (Bay) \| 578 m \| \| \| \| nach Bodenmais \| \| \| \| \| nach Landshut (Bay) Hbf \| \| \| \| 1,286 \| Schwarzer Regen (95 m) \| Schwarzer Regen (95 m) \| \| \| 1,442 \| Angerstraße (100 m) \| Angerstraße (100 m) \| \| \| 3,565 \| Lichtenthal \| Lichtenthal \| \| \| 6,248 \| Flanitz (31 m) \| Flanitz (31 m) \| \| \| 6,458 \| Zwieselau (ehem. Bf) \| 593 m \| \| \| \| Zwieselauer Waldbahn \| \| \| \| 9,148 \| Frauenau (ehem. Bf) \| 615 m \| \| \| \| Anschluss Glashütte Poschinger \| \| \| \| 15,422 \| Flanitz (22 m) \| Flanitz (22 m) \| \| \| \| Anschluss Holzverladung \| \| \| \| 16,088 \| Klingenbrunn (ehem. Bf) \| 756 m \| \| \| \| Spiegelauer Waldbahn \| \| \| \| 19,545 \| Spiegelau \| 732 m \| \| \| \| Anschluss Glashütte Spiegelau \| \| \| \| 20,214 \| Große Ohe (80 m) \| Große Ohe (80 m) \| \| \| 24,413 \| Großarmschlag \| 683 m \| \| \| 27,799 \| Einbergbach (33 m) \| Einbergbach (33 m) \| \| \| 28,127 \| Rosenau (b Grafenau) \| Rosenau (b Grafenau) \| \| \| 31,562 \| Grafenau (ehem. Bf) \| 578 m \| \| \| \| \| \| \| Quellen: [1][2][3] \| \| \| \| |                        |                                |                                |
| Strecke |                        | von Bayerisch Eisenstein       | von Bayerisch Eisenstein       |
| Bahnhof | 0,000                  | Zwiesel (Bay)                  | 578 m                          |
| Abzweig geradeaus und nach rechts |                        | nach Bodenmais                 | nach Bodenmais                 |
| Abzweig geradeaus und nach rechts |                        | nach Landshut (Bay) Hbf        | nach Landshut (Bay) Hbf        |
| Brücke über Wasserlauf | 1,286                  | Schwarzer Regen (95 m)         | Schwarzer Regen (95 m)         |
| Brücke | 1,442                  | Angerstraße (100 m)            | Angerstraße (100 m)            |
| Haltepunkt / Haltestelle | 3,565                  | Lichtenthal                    | Lichtenthal                    |
| Brücke über Wasserlauf | 6,248                  | Flanitz (31 m)                 | Flanitz (31 m)                 |
| Haltepunkt / Haltestelle | 6,458                  | Zwieselau (ehem. Bf)           | 593 m                          |
| Abzweig geradeaus und ehemals nach links |                        | Zwieselauer Waldbahn           | Zwieselauer Waldbahn           |
| Haltepunkt / Haltestelle | 9,148                  | Frauenau (ehem. Bf)            | 615 m                          |
| Abzweig geradeaus und ehemals nach links |                        | Anschluss Glashütte Poschinger | Anschluss Glashütte Poschinger |
| Brücke über Wasserlauf | 15,422                 | Flanitz (22 m)                 | Flanitz (22 m)                 |
| Abzweig geradeaus und ehemals von links |                        | Anschluss Holzverladung        | Anschluss Holzverladung        |
| Haltepunkt / Haltestelle | 16,088                 | Klingenbrunn (ehem. Bf)        | 756 m                          |
| Abzweig geradeaus und ehemals von links |                        | Spiegelauer Waldbahn           | Spiegelauer Waldbahn           |
| Bahnhof | 19,545                 | Spiegelau                      | 732 m                          |
| Abzweig geradeaus und ehemals nach links |                        | Anschluss Glashütte Spiegelau  | Anschluss Glashütte Spiegelau  |
| Brücke über Wasserlauf | 20,214                 | Große Ohe (80 m)               | Große Ohe (80 m)               |
| Haltepunkt / Haltestelle | 24,413                 | Großarmschlag                  | 683 m                          |
| Brücke über Wasserlauf | 27,799                 | Einbergbach (33 m)             | Einbergbach (33 m)             |
| Haltepunkt / Haltestelle | 28,127                 | Rosenau (b Grafenau)           | Rosenau (b Grafenau)           |
| Haltepunkt / Haltestelle Streckenende | 31,562                 | Grafenau (ehem. Bf)            | 578 m                          |
| |                        |                                |                                |
| Quellen: |                        |                                |                                |

Die Bahnstrecke Zwiesel–Grafenau ist eine Nebenbahn in Bayern. Sie zweigt in Zwiesel von der Bahnstrecke Landshut–Bayerisch Eisenstein ab und führt im Bayerischen Wald über Frauenau und Spiegelau nach Grafenau.

## Geschichte

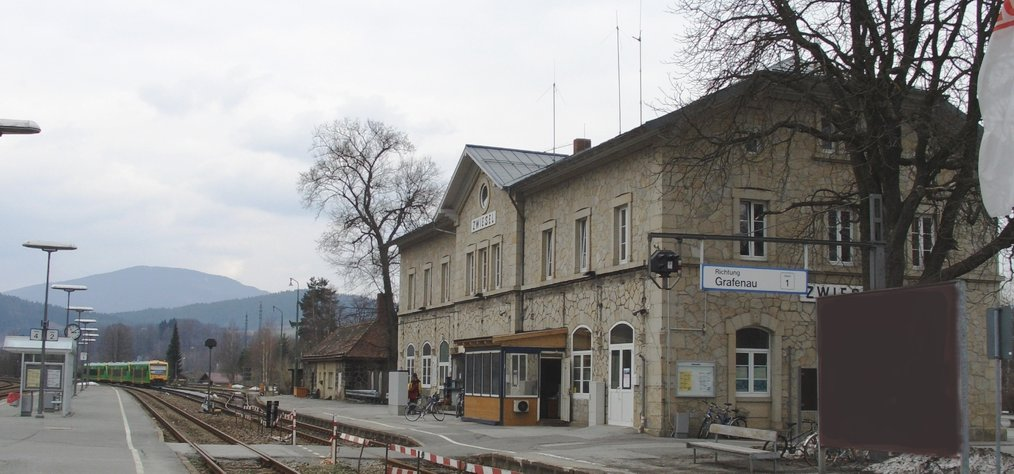
Bahnhof Zwiesel vor dem Umbau (2006)

Grundlage für den Bau dieser Bahnstrecke war das am 26. April 1882 in Kraft getretene „Gesetz über die Behandlung der bestehenden Vizinalbahnen und den Bau von Sekundärbahnen“, kurz Lokalbahngesetz. Hierauf fußend wurde am 21. April 1884 ein Gesetz zum Bau erlassen. Nach vier Jahren der Detailplanung wurde 1888 durch die Königlich Bayerischen Staatseisenbahnen mit dem Bau begonnen. Insbesondere die lokale Glas- und Forstindustrie unterstützten den 2,46 Mio. Mark teuren Bau der Bahnstrecke finanziell. Am 1. September 1890 wurde die Strecke in Betrieb genommen. Mit 31,52 km Länge verbindet sie die Städte Zwiesel und Grafenau im Bayerischen Wald. Im Bahnhof Zwiesel hat sie Anschluss an die von der Bayerischen Ostbahn erbaute und am 16. September 1877 eröffnete Bayerische Waldbahn von Plattling nach Bayerisch Eisenstein sowie an die am 3. September 1928 eröffnete Bahnstrecke von Zwiesel nach Bodenmais.
Ein ursprünglich geplanter Weiterbau nach Freyung zur dortigen Ilztalbahn mit Anschluss nach Passau wurde durch den Grafenauer Widerstand gegen eine Trassenführung über Riedlhütte und St. Oswald mit einem Bahnhof auf dem Schwaimberg verhindert. In Grafenau versprach man sich von einem Bahnhof in der Nähe des Ortszentrums einen höheren Gewinn. So wurde die Strecke über das Grafenauer Stadtgebiet mit zwei Haltepunkten in Großarmschlag und Rosenau zum Endbahnhof geführt. Spätere Pläne, die Strecke nach Fürstenstein zu verlängern, um so eine Verbindung mit Passau herzustellen, wurden ebenso fallen gelassen.
Zu Beginn setzte man zwei Tenderloks D X ein. Bereits zwei Tage nach der Eröffnung stürzte eine der beiden Maschinen kurz vor Grafenau die Böschung hinab. Dabei entstand nur Sachschaden.
Von 1930 bis 1958 endete im Bahnhof Zwieselau die private Zwieselauer Waldbahn, die mit Dampf- und Diesellokomotiven auf einem großen Gleisnetz auf 600-mm-Spur die Holzzufuhr zur Bahnstrecke besorgte. Die Verladegleise sind mittlerweile abgebaut. Es besteht nur noch ein Haltepunkt am einzig verbliebenen Gleis. Der frühere Holzverladebahnhof Klingenbrunn mit umfangreichen Gleisanlagen und Anschluss an die 600-mm-Schmalspurbahn Spiegelauer Waldbahn ist heute auf nur noch ein Gleis rückgebaut und zum Haltepunkt zurückgestuft.

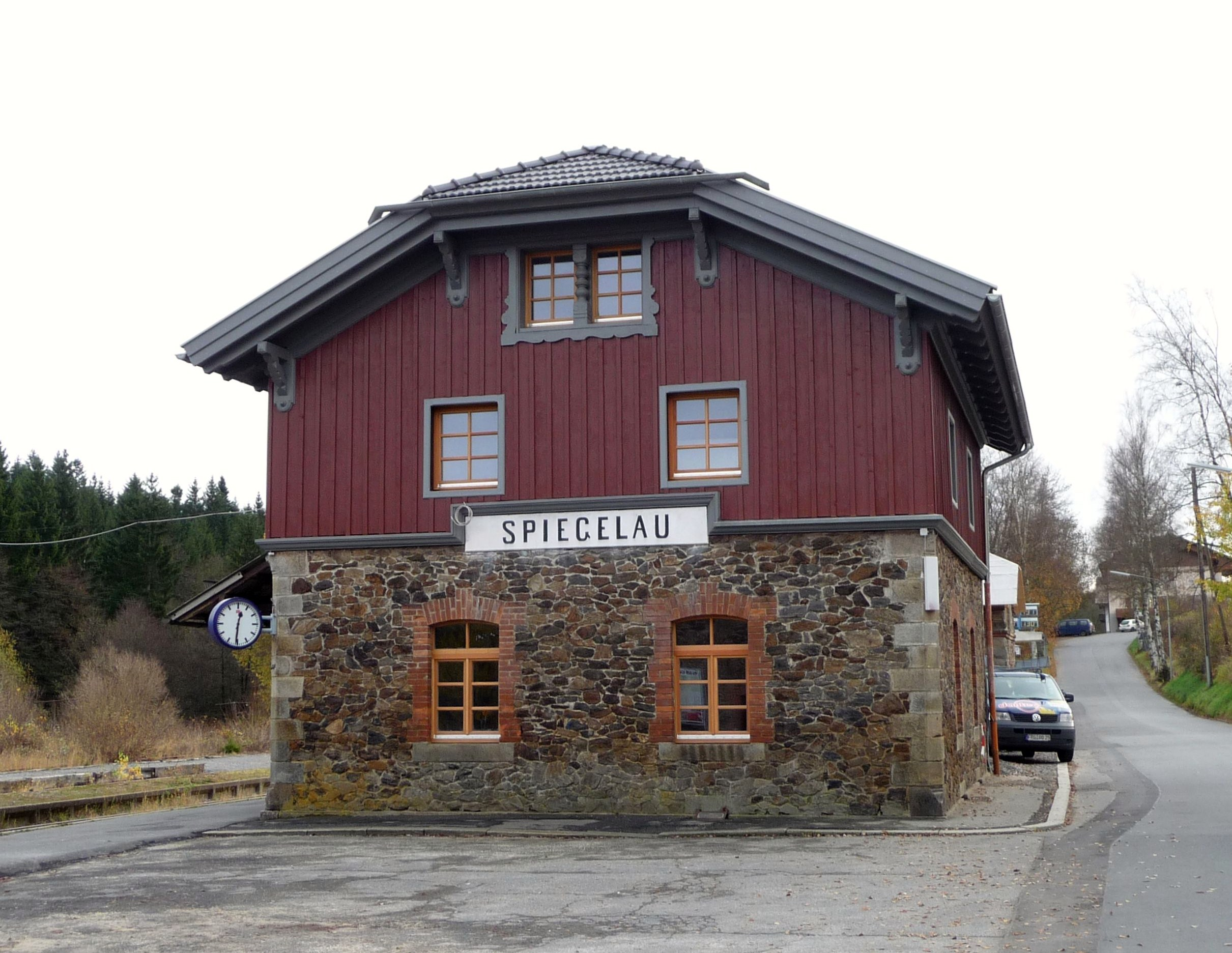
Empfangsgebäude in Spiegelau

Erst im Jahre 1953 wurde mit einem Schienen-Straßen-Omnibus die schon zu Beginn geplante durchgehende Verbindung zwischen Cham, Zwiesel, Grafenau und Passau hergestellt. Aufgrund des aufwändigen Verfahrens, des zweimaligen Wechsels von Schiene auf Straße, sowie einer Wende auf der Straße in Zwiesel wurde diese Verbindung jedoch bereits im Jahre 1956 wieder eingestellt.
Am 27. und 28. August 1988 veranstaltete man in Zwiesel ein großes Waldbahnfest. Dabei taufte Marion Zeitler, die Gattin des Regierungspräsidenten von Niederbayern Herbert Zeitler diese Strecke einschließlich der Bahnstrecke Zwiesel–Bodenmais auf den Namen Waldbahn zur Unterscheidung von der Bayerischen Waldbahn.
Im April 1952 erhielt das Bahnbetriebswerk Plattling, welches die Fahrzeuge für diese Strecke stellte, den ersten Schienenbus der Baureihe VT 95. Diesen folgten ab September 1955 deren stärkere Nachfolger der Baureihe VT 98. Bereits nach 13 Jahren, im Mai 1965, endete der Einsatz der VT 95 auf dieser Strecke. In den Sommerfahrplänen von 1980 bis 1987 verkehrte auf dieser Strecke ein bis zweimal die Woche ein aus der Baureihe 601 gebildeter Alpen-See-Express zwischen Dortmund und Grafenau. Dieser verkehrte zwischen Gemünden und Zwiesel vereinigt mit dem Alpen-See-Express Hamburg Altona–Bodenmais. In Frauenau kam es aufgrund des kurzen Bahnsteigs zur kuriosen Situation, dass lediglich vom hinteren Triebkopf und den drei anschließenden Mittelwagen ausgestiegen werden konnte. In den 1980er Jahren wurde wiederholt über eine geplante Streckenstilllegung diskutiert. Im Winterfahrplan 1985/86 wurden sämtliche Schienenbusleistungen auf dieser Strecke durch lokbespannte Wagenzüge ersetzt. Um 1990 zogen oder schoben als Nachfolger der Schienenbusse Lokomotiven der Baureihe V100 ein bis zwei n-Wagen mit Steuerwagen.

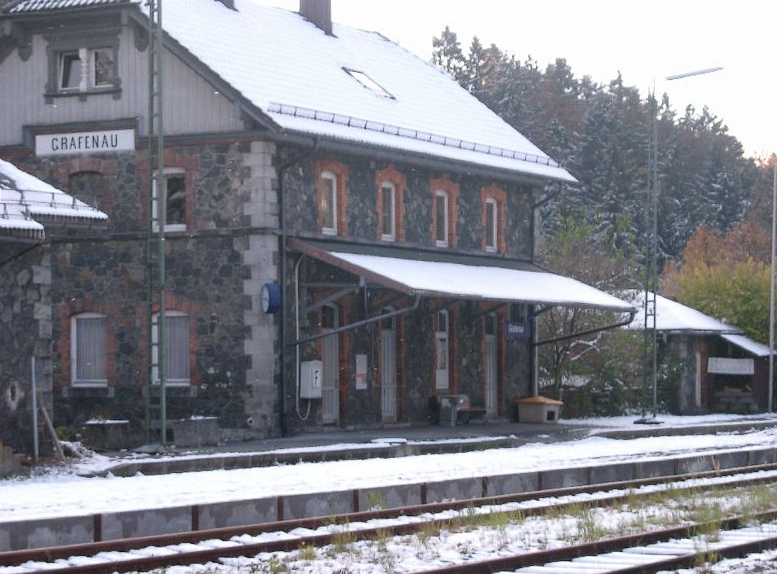
Der Endbahnhof Grafenau im November 2006 (vor dem Umbau)

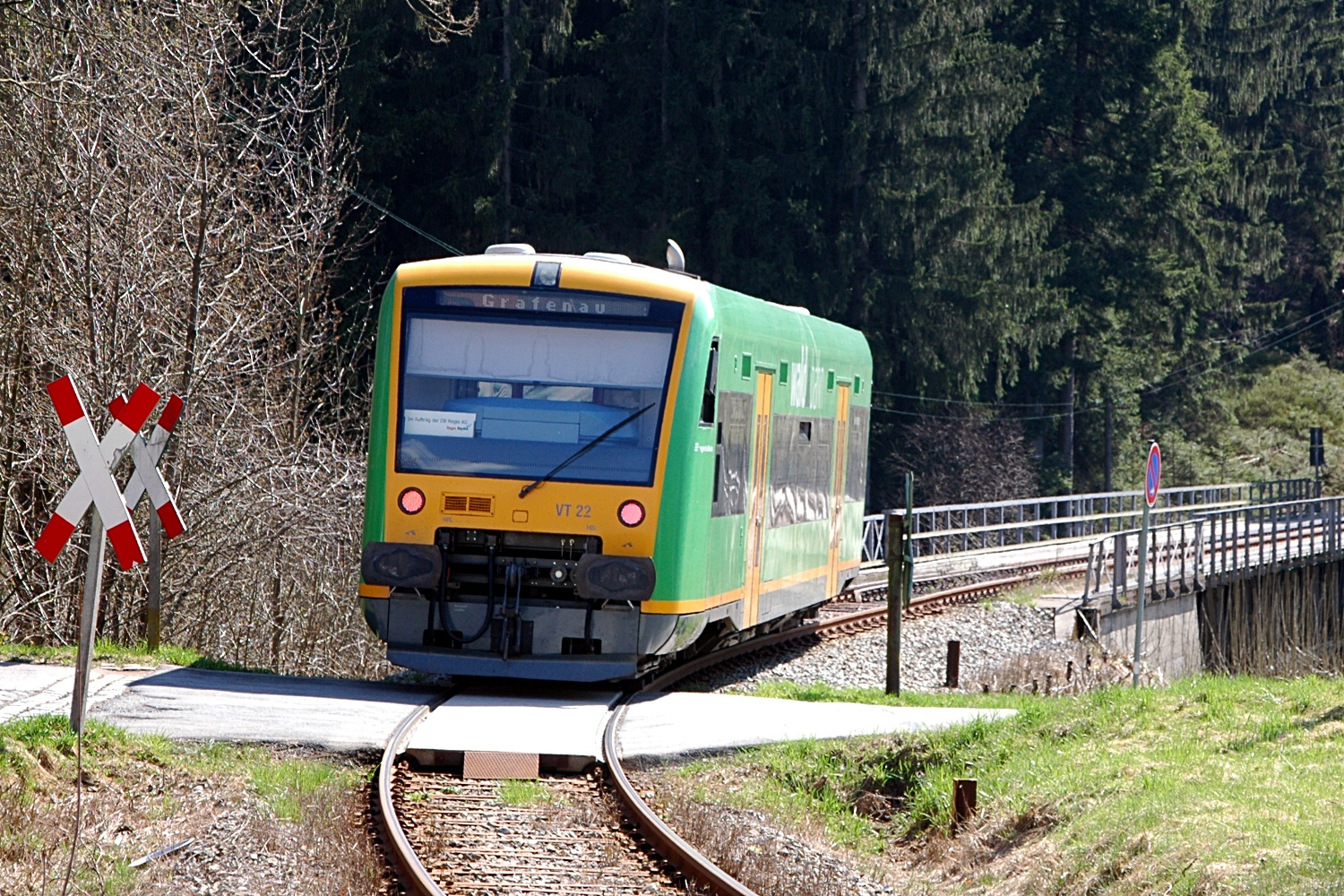
VT22 der Waldbahn vor der Ohebrücke bei Spiegelau (2010)

Ab dem 24. Mai 1993 übernahm die Regentalbahn mit ihren Esslinger Triebwagen im Auftrag der DB Regio Bayern den Planverkehr auf der Strecke. Kurzzeitig wurden auch die zu Dieseltriebwagen umgebauten VT 09 und 10, ehemalige ETA 150 der DB, hier eingesetzt. Der Betrieb wird seit Anfang 1997 mit modernen Regio-Shuttle-Garnituren unter dem Markennamen Waldbahn durchgeführt. Der Güterverkehr wurde am 1. Oktober 1994 eingestellt.
Im Fahrplanjahr 1999/2000 sowie 2001/2002 wurden pro Woche insgesamt 92 Zugfahrten auf dieser Strecke durchgeführt. Diese verteilten sich unterschiedlich. Von diesen waren 32 Zugfahrten zwischen Zwiesel und Frauenau, 16 Zugfahrten zwischen Zwiesel und Spiegelau und 44 über die Gesamtstrecke. Nachdem im Jahre 2002 die Strecke für 9,6 Millionen Euro grundlegend saniert worden war, konnte seit 2003 im Zwei-Stunden-Takt mit einer Reisezeit für die Gesamtstrecke Zwiesel–Grafenau von 50 Minuten gefahren werden, die nunmehr alle Züge befuhren. Insgesamt wurden seitdem 32 Zugfahrten von 6:00 Uhr bis 20:50 Uhr durchgeführt. Hierdurch sank die Zahl der Fahrzeugkilometer um 2 %.
Im Sommer des Jahres 2007 wurde der 4,7 km lange Streckenabschnitt Zwiesel–Zwieselau für 2,3 Millionen Euro komplett erneuert. Im Oktober und November des Jahres 2008 wurden weitere 2,9 km zwischen den Bahnhöfen Frauenau und Spiegelau erneuert. Nach diesen Erneuerungen konnte zum Fahrplanwechsel 2008 eine leichte Beschleunigung dieser Strecke erreicht werden. Fahrplanmäßig wurden Fahrzeiten bis zu 47 Minuten erreicht.

## Aktuelle Situation

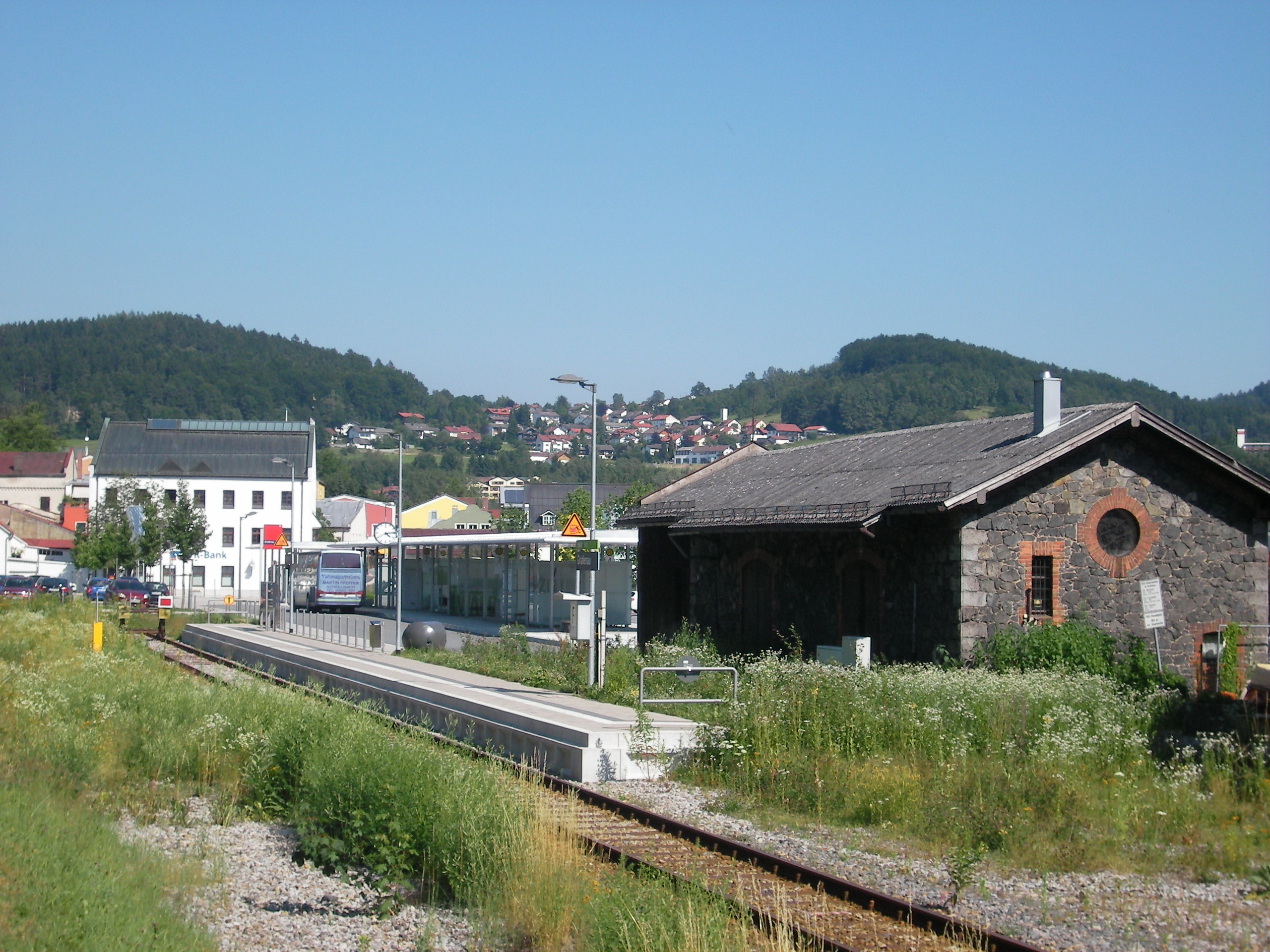
Haltepunkt Grafenau

Die Strecke wird im Zugleitbetrieb betrieben. Die Strecke wird durch die Linie RB36 im Stundentakt bedient. Im Bahnhof Spiegelau finden die Zugkreuzungen statt.

### Sanierung der Stationen

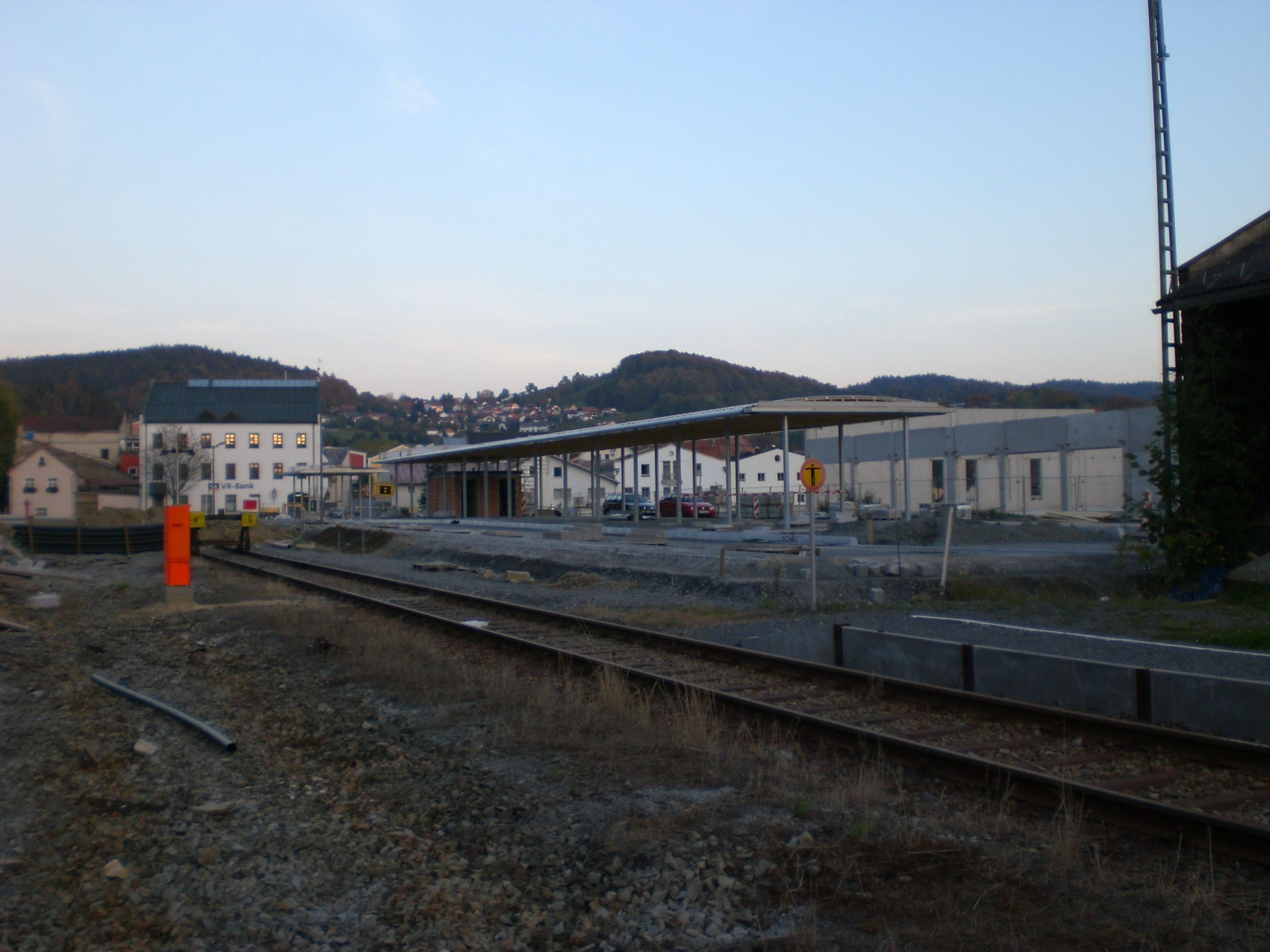
Standort des Bahnsteiges und des neuen Busbahnhofs (im Hintergrund) im Oktober 2007

Der Bahnhof Grafenau wurde in den Jahren 2007 und 2008 grundlegend umgebaut. Die Gleisanlagen sind im Zuge einer Umgestaltung des Bahnhofsareals auf ein verkürztes Gleis reduziert worden. Der auf dem Bahnhofsvorplatz gelegene Busbahnhof wurde gänzlich neu gestaltet. Ebenso wurden die Güterhallen im unmittelbaren Bahnhofsumfeld, die seit der Einstellung des Güterverkehrs im Jahre 1994 nicht mehr benötigt wurden, abgerissen. Auf diesen Flächen wurden ein Einkaufszentrum und Parkgelegenheiten errichtet. Die Stadt Grafenau sowie der Landkreis Freyung-Grafenau investierten hierbei insgesamt 1,3 Millionen Euro in diesen Umbau, welcher auch eine geänderte Straßenführung umfasste. Im Sommer 2008 wurde mit dem Bau eines neuen 500.000 Euro teuren Bahnsteiges begonnen, welcher östlich des bisherigen direkt am Streckenende gegenüber der Bushaltestelle errichtet und im November 2008 fertiggestellt wurde. Hierdurch wurden kürzere Umsteigewege zwischen Bus und Bahn sowie ein barrierefreier Zugang zu den öffentlichen Verkehrsmitteln realisiert.
Der Bahnhof Frauenau wurde 2009 durch Errichtung eines neuen Unterstands mit Sitzgelegenheiten sowie Asphaltierung des Zugangs saniert.
Der Bahnsteig an Gleis 1 des Zwiesler Bahnhofs sollte für 600.000 Euro bis zum Sommer 2013 mit einer Länge von 90 m neu gebaut werden. Damit ist der Bahnhof komplett mit Bahnsteigen der Höhe 55 Zentimeter ausgestattet und somit ein ebenerdiger Zugang zu den Zügen möglich.

### Stundentakt

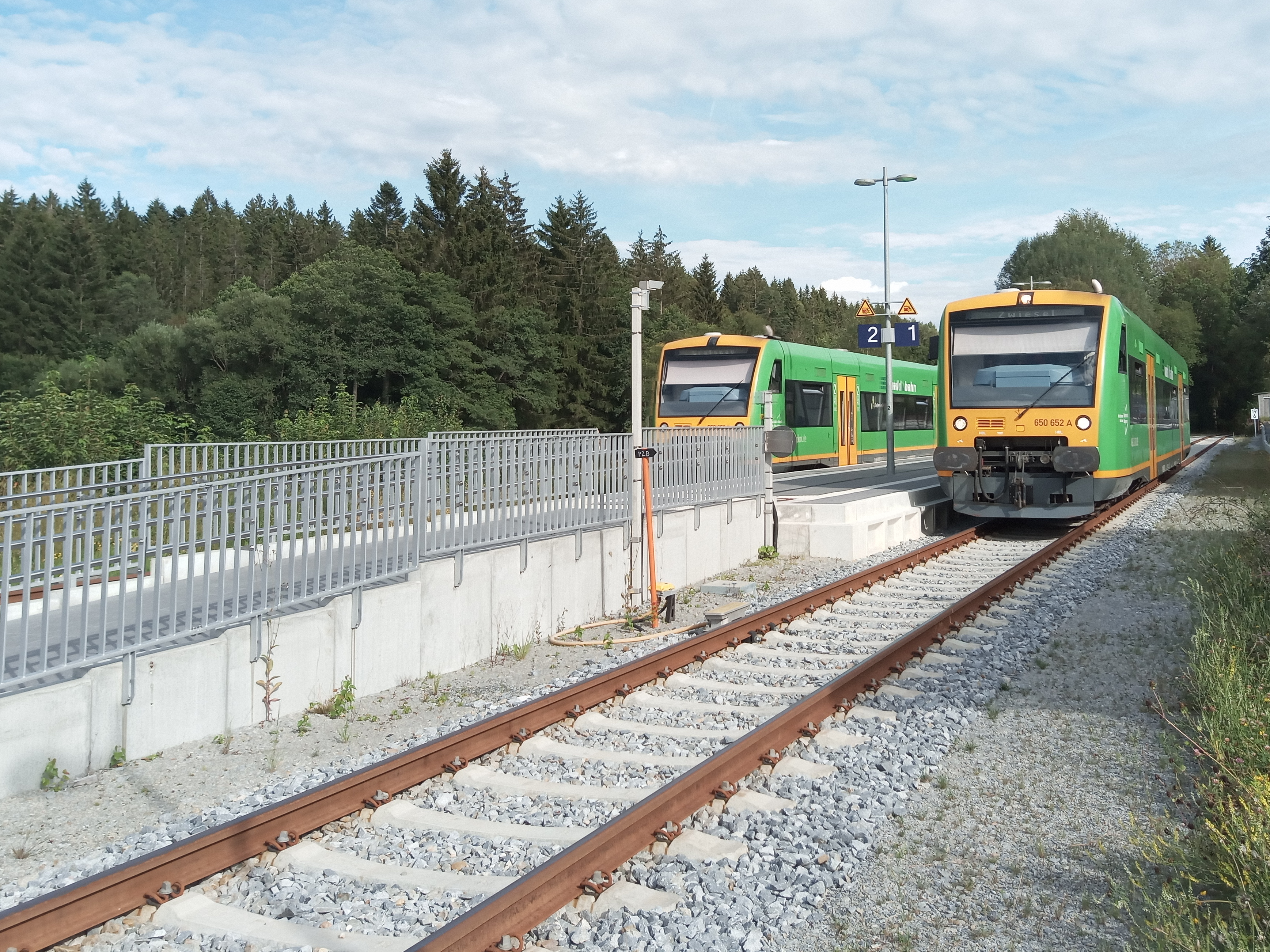
Zugkreuzung im Bahnhof Spiegelau (2024)

2011 gab es erste Überlegungen des Freistaats Bayern, durch einen Ausbau der Infrastruktur einen Stundentakt auf dieser Strecke zu ermöglichen.
Ab Dezember 2013 wurde auf dieser Bahnstrecke mit dem neuen Verkehrsvertrag Regionalzüge Ostbayern von der Bayerischen Eisenbahngesellschaft ein Zweistundentakt mit Verdichtung auf einen Stundentakt, falls DB Netz die Strecke dafür ausbaut, bestellt. Mangels eines geeigneten Kreuzungsbahnhofs und einer Sicherungstechnik für den Zweizugbetrieb konnte die Strecke konnte nur von einem Zug befahren werden. Um eine Kreuzung in Spiegelau zu realisieren, musste die Fahrzeit im Abschnitt Zwiesel–Spiegelau von 32 auf 27 Minuten reduziert werden. Hierzu war die Auflösung von Bahnübergängen und die Sanierung der Bahnbrücke im Zwiesler Stadtgebiet, die nur mit 10 km/h befahrbar waren, geplant.
Bis Ende des Jahres 2013 sollte die Bahnstrecke nach Aussage der DB Netz AG mit GSM-R und Signaltechnik für den Stundentakt ausgestattet werden. Für die Beschleunigung war zudem geplant, ca. 20 der insgesamt 62 Bahnübergänge aufzulösen. Hierzu wurden durch die Anliegerkommunen Zwiesel, Frauenau und Spiegelau mit den Wegerechts-Inhabern Verhandlungen durchgeführt. Dadurch sollte die Fahrzeit zwischen Zwiesel und Spiegelau im Taktverkehr von 30 auf unter 25 Minuten sinken. Die Gemeinden Zwiesel und Spiegelau beschlossen im August und September 2012, durch den Bau paralleler Wege die Voraussetzung für die Schließung mehrerer Bahnübergänge zu schaffen. Die Stadt Zwiesel investierte 2013 für die Vorbereitung des Stundentaktes insgesamt 466.000 Euro. Bis Ende September 2013 gelang es, zwischen Zwiesel und Klingenbrunn Bahnhof, insbesondere im Gemeindegebiet Frauenau, sechs Bahnübergänge aufzulösen sowie bei elf weiteren Vereinbarungen auszuhandeln. Im Stadtgebiet Zwiesel wurde um die Auflösung der stärker befahrenen Bahnübergänge Einsiedeleistraße und Glasberger Weg gerungen. Die Finanzierung der hierzu notwendige Ersatzstraße scheiterte an Einsprüchen der Anwohner, die Straßenausbaubeiträge fürchteten. Bis Ende 2013 konnten insgesamt 18 Bahnübergänge aufgelöst werden. Im Frühjahr 2015 einigten sich DB Netz AG und die Stadt Zwiesel auf eine Alternativlösung. So wurden bis zum Fahrplanwechsel am 9. Dezember 2018 die Zwieseler Bahnübergänge Glasberger Weg und Lohmannmühlweg aufgelöst und die Brücke über die Regener Str. saniert, sodass sie mit 50 km/h statt heute 10 km/h befahren werden können, in Frauenau wurde der Bahnübergang Hauptstraße technisch gesichert und ein weiterer Bahnübergang aufgelöst, weitere Bahnübergänge auf dem Gemeindegebiet Spiegelau folgten oder wurden zumindest besser technisch gesichert und die Streckenhöchstgeschwindigkeit auf 60 km/h gesteigert. Die Fahrzeit Zwiesel–Spiegelau sank hierdurch auf 26 Minuten. Für weitere Pufferzeit wurde der Abschnitts Klingenbrunn–Spiegelau saniert, sodass hier mit 80 km/h gefahren werden kann. Insgesamt wurden weitere 19 Bahnübergänge angepasst. Der Bahnhof Spiegelau wurde im Rahmen der Baumaßnahmen zudem barrierefrei ausgebaut. Die Kosten für den Infrastrukturausbau von DB Netz und DB Station&Service betrugen mehr als 30 Millionen Euro.
Im Oktober 2018 beantragte die DB Netz formal den Rückbau des Bahnhofs Frauenau zum Haltepunkt. Von August bis Oktober 2021 war die Strecke voll gesperrt, um im Streckenabschnitt Frauenau–Klingenbrunn Gleisauswechslungsarbeiten durchzuführen sowie den Bahnhof Frauenau zum Haltepunkt zurückzubauen.
Die Bayerische Eisenbahngesellschaft bestellte im September 2021 bei der Länderbahn ab dem Fahrplanwechsel im Dezember 2022 die Ausweitung der Verkehrsleistungen der Linie RB 36 auf einen täglichen Stundentakt sowie verlängerte Verkehrszeiten morgens und abends.

### Einführung des GUTi
Im Laufe des Jahres 2010 führten mehrere Gemeinden die GUTi genannte kostenlose Nutzung des ÖPNV mit einer Kurkarte ein. Daraufhin erhöhte sich die Auslastung der Züge auf dieser Bahnstrecke auf 80–100 %. Neben den Schülerverkehren morgens und mittags etablierten sich am späten Vormittag und späten Nachmittag weitere Verkehrsspitzen durch Touristen. Im Zuge dessen wird auf dieser Strecke vermehrt in Doppeltraktion gefahren. Dies verstärkte die Bestrebungen, auf dieser Strecke einen Stundentakt einzuführen.

## Sonstiges
- Die Strecke ist in ihrem Bauzustand von 1983 Teil der am 22. Oktober 2006 erschienenen Erweiterung „German Railroads Volume 7 Der Bayerische Wald“ des Microsoft Train Simulators.